# Dalea candida
Dalea candida es una especie de planta herbácea perteneciente a la familia de las leguminosas. 

## Distribución
Es nativa de América del Norte, donde se pueden encontrar en el centro de Canadá, el centro de Estados Unidos y el norte de México. A veces se puede encontrar fuera de su hábitat como una especie introducida.

## Descripción
Es una hierba perenne que crece erecta hasta una altura máxima de alrededor de un metro, su raíz principal alcanza hasta 150 o 180 cm de profundidad. Las hojas son alternas y compuestas cada una por varios estrechos foliolos, salpicados de  glándulas, de color verde claro. La inflorescencia es una espiga cilíndrica densa de flores en la punta de cada tallo o rama madre. El fruto es de color verde oval en forma de vaina leguminosa que contiene una semilla.

## Hábitat
Crece en muchos tipos de hábitat, incluyendo varios tipos de praderas, colinas, bosques, selvas y áreas perturbadas. 

## Taxonomía
Dalea candida fue descrita por Carl Ludwig Willdenow y publicado en Species Plantarum. Editio quarta 3(2): 1337, en el año 1802.
Etimología
El género fue nombrado en honor del boticario inglés Samuel Dale (1659-1739).
candida: epíteto latíno que significa "muy blanca".
Sinonimia
- Kuhnistera candida (Willd.) Kuntze
- Petalostemon candidum (Willd.) Michx.
- Petalostemon gracilis Nutt.
- Petalostemon virgatus Nees & Schwein., in Neuwied
- Psoralea candida (Willd.) Poir[7]